# Dynamo Frankfurt
Dynamo Frankfurt – wschodnioniemiecki klub piłkarski z siedzibą we Frankfurcie nad Odrą, powstały w 1950 roku. Rozwiązany w 1990 roku.

## Historia
W 1950 roku Sportgemeinschaft Deutsche Volkspolizei Frankfurt Oder (w skrócie SG DVP Frankfurt – stowarzyszenie sportowe niemieckiej Policji Ludowej) przystąpiło do czwartej klasy rozgrywek piłkarskich w NRD – okręgowej Brandenburg Staffel Nordost. W sezonie 1952/1953 zespół przyjął nazwę SG Dynamo Frankfurt. W 1957 roku Dynamo awansowało do II. DDR-Liga (trzeci poziom), w której występowało od sezonu 1958 do 1961/1962, a 2. miejsce było najlepszym jakie drużyna zajęła w tych rozgrywkach.
W 1961 roku pierwsza drużyna SG Dynamo została przejęta przez utworzony w tym samym roku SC Frankfurt. W następstwie druga drużyna Dynama grająca we frankfurckiej lidze okręgowej stała się pierwszą drużyną. 
8 stycznia 1966 roku SG Dynamo Frankfurt przejęło sekcję piłkarską SC Frankfurt i odtąd grało pod nazwą Fußball-Sportgemeinschaft (FSG) Dynamo Frankfurt (Oder).
W 1971 roku FSG Dynamo Frankfurt zostało przeniesione do Fürstenwalde, gdzie dokonało fuzji z TSG Fürstenwalde i przyjęło nazwę SG Dynamo Fürstenwalde, jednak we Frankfurcie w miejsce FSG Dynamo powstała drużyna SG Dynamo Ost Frankfurt, która kontynuowała tradycje FSG Dynamo i występowała w rozgrywkach okręgowych. W 1990 roku klub został rozwiązany.

### Historyczne nazwy
- 1950 – SG DVP Frankfurt
- 1953 – SG Dynamo Frankfurt
- 1966 – FSG Dynamo Frankfurt
- 1971 – SG Dynamo Ost Frankfurt (przeniesienie FSG Dynamo Frankfurt do Fürstenwalde i zmiana nazwy na SG Dynamo Fürstenwalde (po fuzji z TSG Fürstenwalde), oraz powstanie SG Dynamo Ost Frankfurt jako kontynuatora tradycji FSG Dynamo we Frankfurcie)[1]

## Sukcesy
- II. DDR-Liga (III poziom): 
  - 2.miejsce: 1961/1962[1]

## Stadion

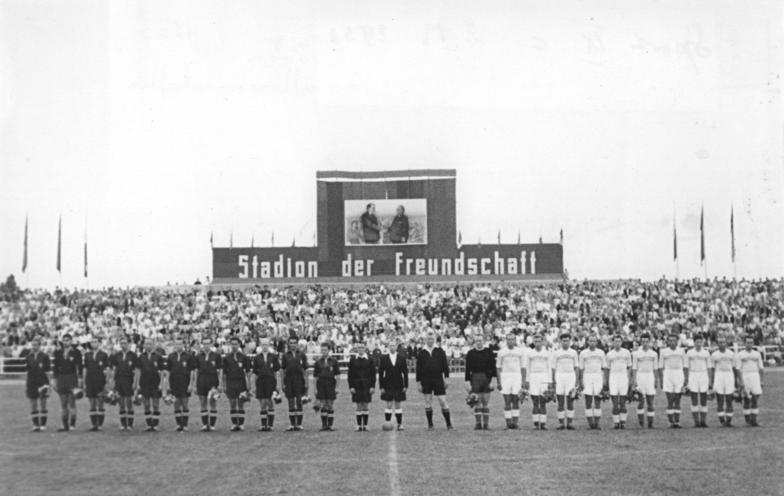
Stadion der Freundschaft podczas inauguracji 12 lipca 1953 roku, mecz Dynamo Frankfurt–Gwardia Kraków

Dynamo rozgrywało mecze na Stadion der Freundschaft we Frankfurcie nad Odrą. Dane techniczne obiektu:
- pojemność: 12 000 miejsc (w tym 5000 siedzących)
- oświetlenie: brak (istniało do 2000 roku)
- wymiary boiska: b.d.
- najwyższa frekwencja: 25 000[2]